# Livet-et-Gavet
Livet-et-Gavet település Franciaországban, Isère megyében. Lakosainak száma 1258 fő (2022. január 1.). Livet-et-Gavet Séchilienne, Chamrousse, Allemond, Le Bourg-d’Oisans, Lavaldens, La Morte, Ornon, Oulles, Revel és Saint-Barthélemy-de-Séchilienne községekkel határos.

## Népesség
A település népességének változása:
| Lakosok száma | 2322 | 1853 | 1447 | 1347 | 1234 | 1296 | 1315 | 1284 | 1269 | 1258 |
|               | 1968 | 1982 | 1990 | 2006 | 2013 | 2015 | 2017 | 2019 | 2020 | 2022 |